# 八柱神社 (碧南市)
八柱神社（やはしらじんしゃ）は、愛知県碧南市弥生町3-140にある神社。旧社格は郷社。仁寿3年（853年）8月21日創建。碧海郡棚尾町の氏神だった。境外社として、1931年（昭和6年）に創建された護国神社の棚尾神社がある。

## 祭神
- 正哉吾勝勝速日天忍穂耳命（あめのおしほみみのみこと）
- 天津彦根命（あまつひこねのみこと）

## 歴史

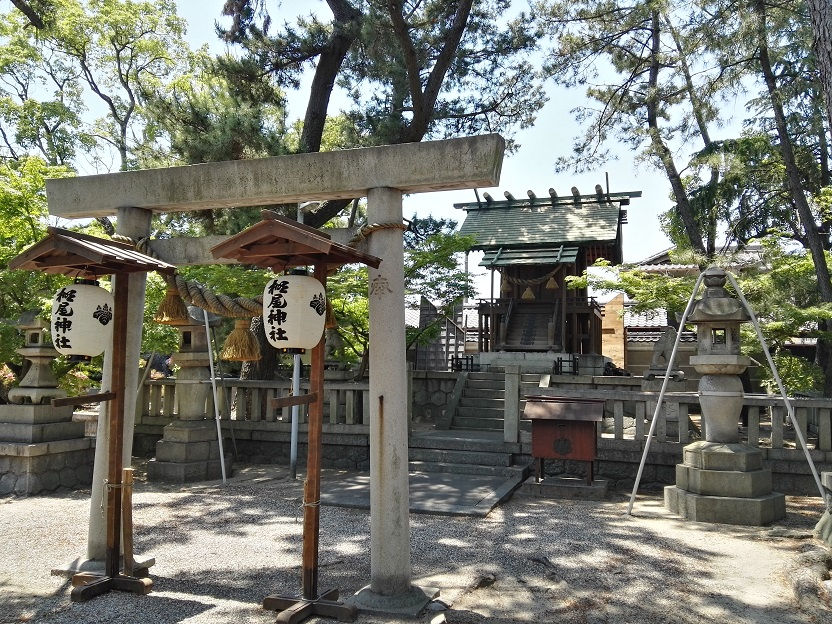
境外社の棚尾神社

仁寿3年（853年）8月21日、志貴荘司の志貴左衛門藤原周亮が八王子宮を創建した。永歴元年（1160年）、尾張知多郡内海から来た長田白正が神主となり、以後は明治維新まで長田氏が社家を務めた。現在の大浜地区にある西方寺は、明応5年（1496年）まで八王子宮の境内にあり、光照寺と称していた。
文政10年（1827年）には、前浜新田を開発した斎藤倭助によって灯籠が建立された。1872年（明治5年）9月には八王子宮から八柱神社に改称し、近代社格制度における村社となった。1884年（明治17年）2月28日には郷社に昇格した。同年3月18日には書家の山中信天翁が社号額を奉納している。
1919年（大正8年）9月には、矢作川に架かる棚尾橋の償却期終了記念として、境内に太鼓橋が建立された。1923年（大正12年）には大鳥居が建立された。1931年（昭和6年）10月18日には、境外社として護国神社の棚尾神社が創建された。八柱神社近辺には造り酒屋の旦那衆に支えられて花街が形成されており、劇場三栄座の開館によってこの花街も発展した。

## 地理
かつての碧海郡棚尾町の集落の南端部にある。かつては碧海台地南西部の突端部に位置しており、神社の南側や西側には海（衣浦湾）が広がっていた。海岸には文禄年間（1592年-1596年）以後に塩田が形成され、塩浜町という町名に名残が残っている。ここで生産された塩は大浜塩として信濃国に運ばれ、にがり成分が多い特徴を生かして塩漬けなどに使用された。境内には井戸「弥生の井」があり、醸造業に適する水質だったことから、棚尾では醸造業が栄えた。

## 現地情報
所在地
- 愛知県碧南市弥生町3-140

交通アクセス
- 鉄道：名鉄三河線碧南駅から徒歩15分